# Terasa

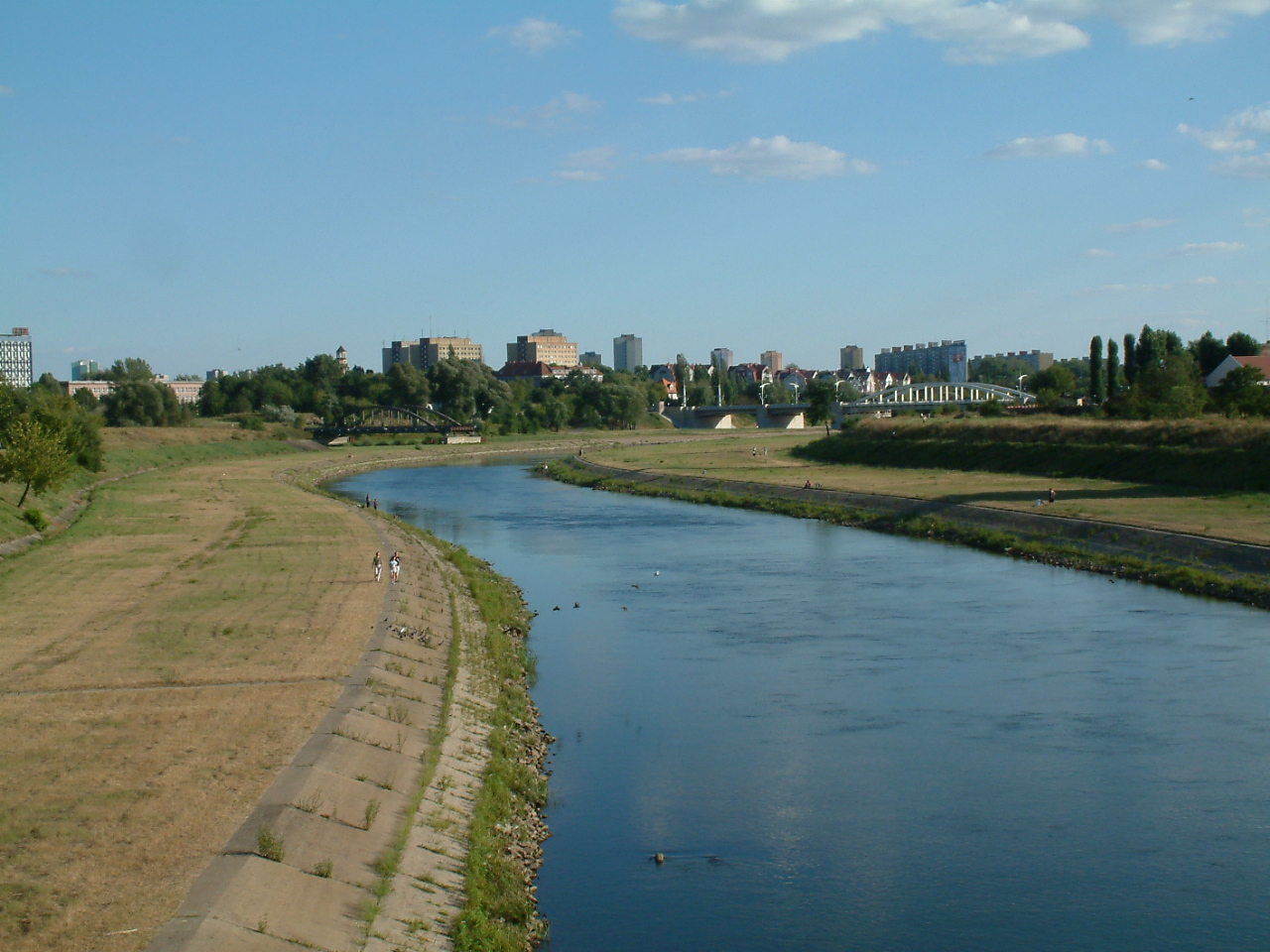
Dolina przełomowa Warty w Poznaniu, poziom rzeki w dolnej strefie stanów niskich. Widoczna I terasa zalewowa oraz kamienie wystające z dna

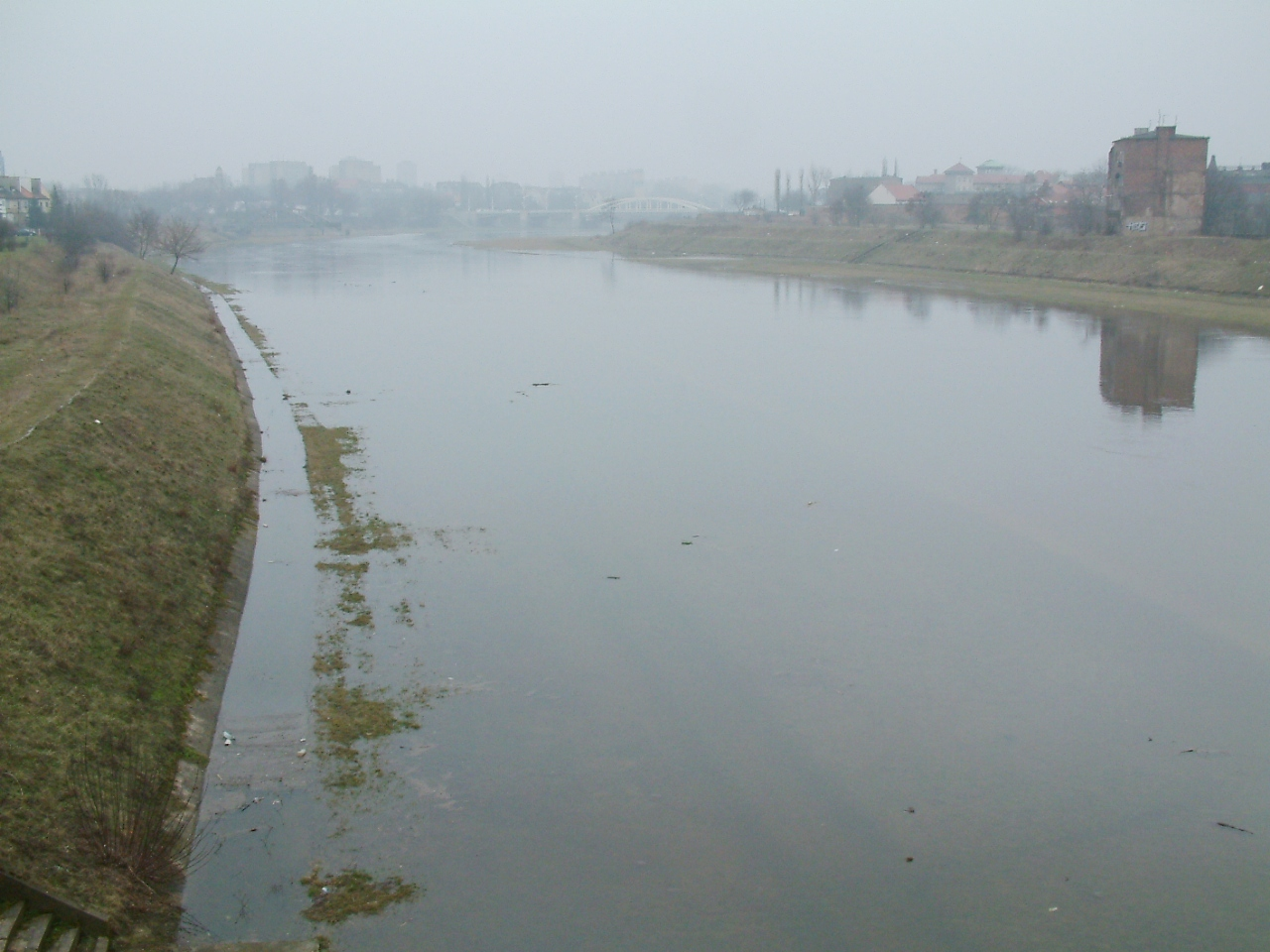
Niemal to samo miejsce, poziom rzeki w dolnej strefie stanów wysokich, I terasa niemal całkowicie zalana

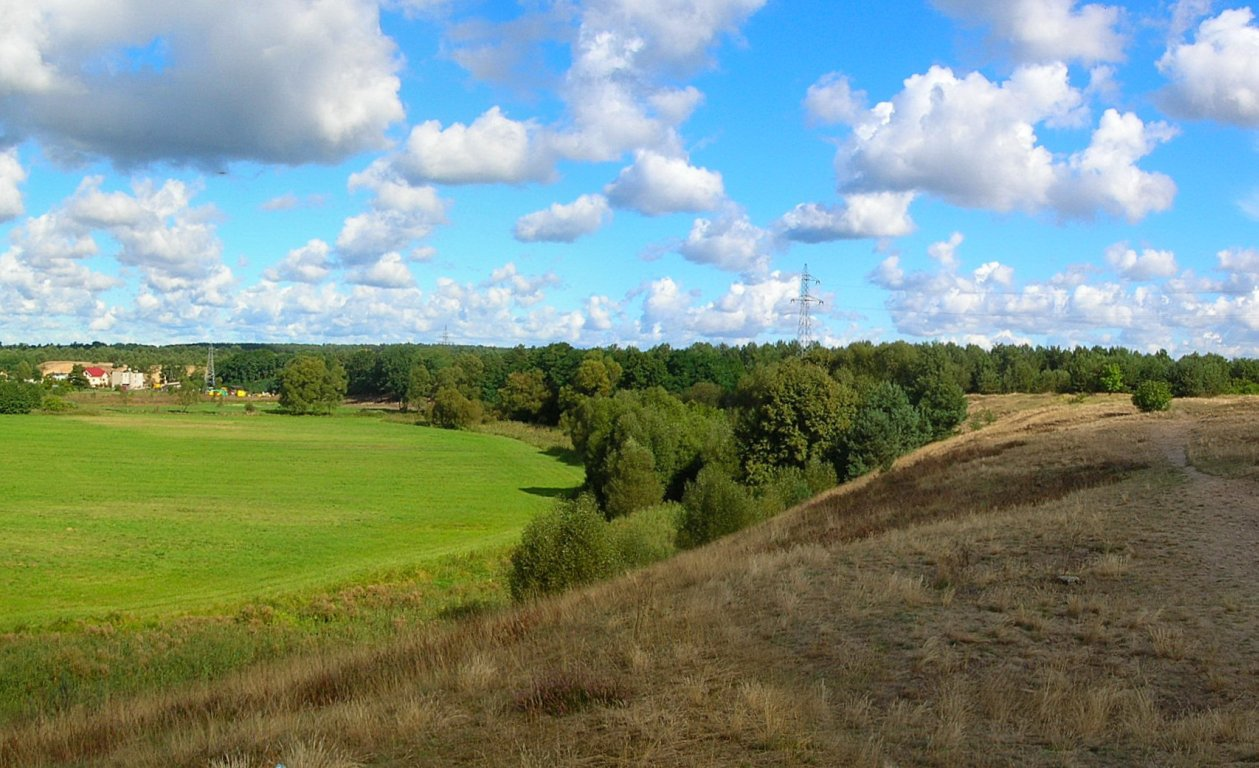
Krawędzie teras: zalewowej i nadzalewowej w dolinie Brdy, na os. Jachcice w Bydgoszczy

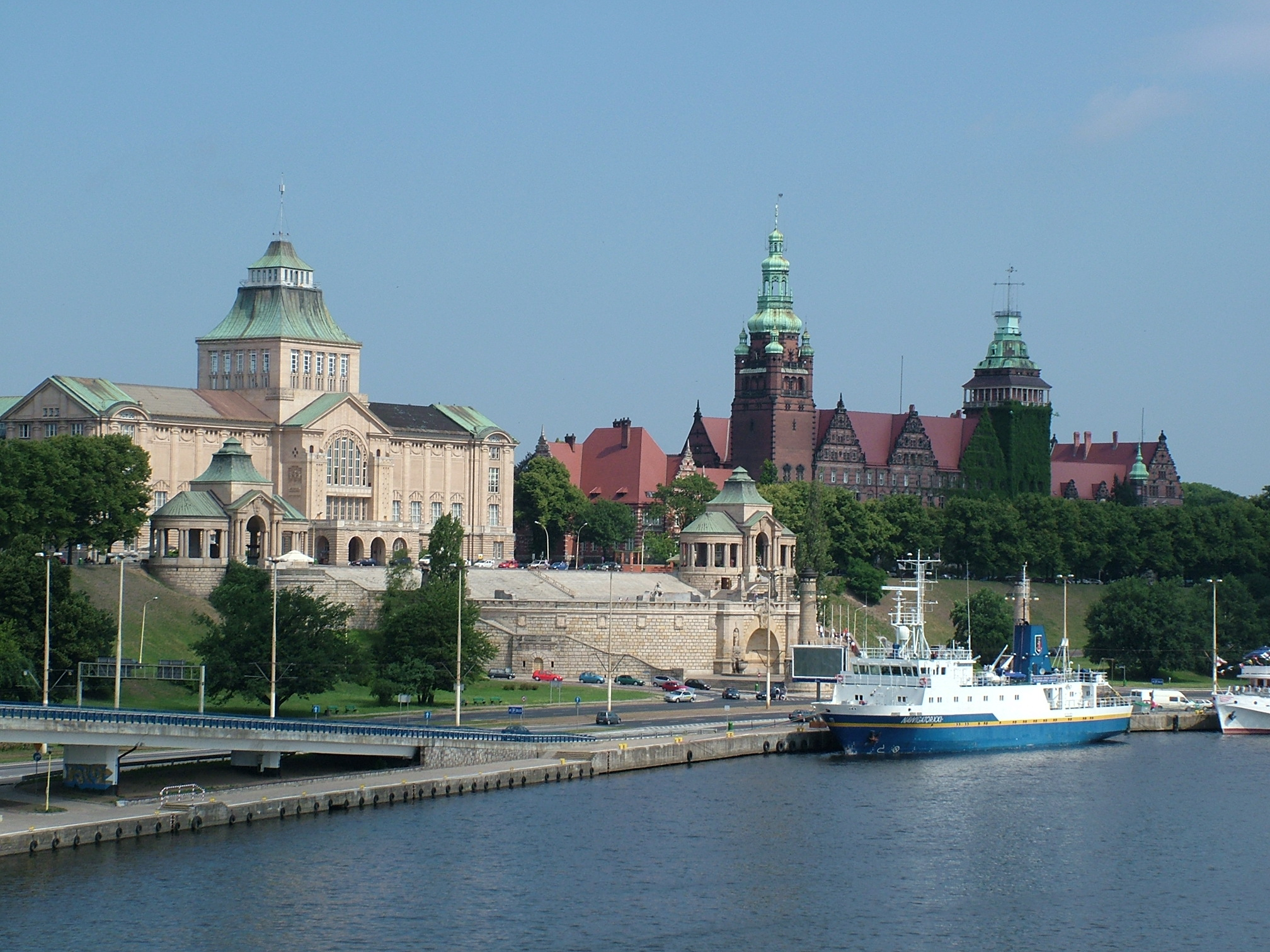
Wały Chrobrego – taras widokowy na terasie rzeki Odry w Szczecinie

Terasa (taras) – forma terenu powstała w dolinie rzecznej wskutek erozyjnej lub akumulacyjnej działalności płynących wód. Występuje w zespołach, tworząc w przekroju poprzecznym doliny charakterystyczny układ schodów. Terasy mogą też powstać na wybrzeżu morza lub jeziora, w związku z działalnością falowania i zmiany poziomu lustra wody w akwenie.
Terasy występują w postaci spłaszczeń terenowych ciągnących się wzdłuż rzeki nad równiną zalewową. Posiadają zbliżony spadek i są oddzielone od siebie załomami. Każdy z nich świadczy o zmieniającym się z upływem czasu poziomie koryta rzeki.

## Charakterystyka
Powstanie teras wiąże się bezpośrednio ze zmianami podstawy erozyjnej, czyli ze zmianami wysokości, na której znajduje się ujście rzeki. Jej osiągnięcie jest równoznaczne z utratą możliwości dalszego pogłębiania koryta. Jeśli wzrośnie różnica wysokości pomiędzy źródłem a ujściem, rzeka szybciej wcina się w podłoże, a po obu jej stronach pojawiają się strome krawędzie. Gdy następnie poziom ujścia przez dłuższy czas nie ulega zmianie, rzeka przestaje się wcinać, natomiast poszerza swe łożysko, przerzucając się od jednej jego krawędzi do drugiej (zwłaszcza po okresach powodziowych) i podcinając te krawędzie. Po kolejnych zmianach podstawy erozyjnej pozostają w dolinie rzeki na różnej wysokości płaszczyzny, będące śladami starych poziomów spływu wód, oddzielone od siebie stromymi krawędziami.
Szerokość teras bywa bardzo różna (np. w Dolinie Dolnej Wisły – do kilku, a nawet kilkunastu kilometrów). Im dłużej podstawa erozyjna rzeki nie zmieniała się, tym większa jest zwykle szerokość terasy, odpowiadającej temu okresowi. Z drugiej strony okresom znacznego obniżania się podstawy erozyjnej odpowiadają wysokie krawędzie terasy, natomiast niewielkie obniżenie się tej podstawy powoduje powstanie stosunkowo niskiej krawędzi.
Powierzchnia terasy jest zwykle płaska, lekko nachylona w kierunku zgodnym ze spadkiem doliny. Często terasa nie występuje w dolinie w sposób ciągły, lecz zachowała się tylko fragmentami, ponieważ uległa zniszczeniu przez erozję boczną rzeki (podcinanie). Na starszych, piaszczystych terasach akumulacyjnych, często występują wydmy.

## Klasyfikacja
W zależności od tego, w jakich utworach powstały, terasy nazywane są erozyjnymi, erozyjno–akumulacyjnymi lub akumulacyjnymi:
- terasy erozyjne – zostały wycięte w materiale miejscowym;
- terasy akumulacyjne – zostały wycięte w osadach rzecznych wcześniej akumulowanych przez rzekę;
- terasy erozyjno–akumulacyjne – wykształciły się, erodując kolejno po sobie osady rzeczne i utwory podłoża.

Pod względem zależności od poziomów rzeki, rozróżnia się:
- terasy nadzalewowe,
- terasy zalewowe.

Są to jednak rozróżnienia głównie tradycyjne, mające niewielkie znaczenie praktyczne. Terasa nadzalewowa jest położona ponad obecne stany maksymalne rzeki, a utworzona w czasach historycznych, gdy rzeka osiągała wyższe poziomy. Natomiast terasa zalewowa potencjalnie może zostać zalana podczas powodzi. Jednak faktycznie terasy zalewowe rzek znajdują się często powyżej obecnie notowanych stanów powodziowych, a jednocześnie niekiedy mogą one, jak również terasy nadzalewowe, zostać zalane w przypadku wystąpienia katastrofalnej powodzi o dotychczas nienotowanym poziomie (sytuacja taka nastąpiła w wielu miejscach w dolinie Odry, gdzie wiele teras i starorzeczy zostało uznanych za bezpieczne i zasiedlone, a podczas powodzi w 1997 roku zabudowa została zniszczona przez powódź).

## Występowanie na obszarze Polski

### Terasy młode
Powstanie teras w dolinach rzek Polski wiąże się głównie ze zmianami podstaw erozyjnych w epoce lodowcowej i po ustąpieniu lodowców. Występują one w dolinach niemal wszystkich rzek Polski, a także w obrębie pradolin powstałych u schyłku ostatniego zlodowacenia.

### Stare terasy pradolin
Rozległe obszary Śląska (obszar Borów Dolnośląskich i lasy na wschód od Opola) i Kotlinę Sandomierską po obu stronach dolnego Sanu (Puszcza Sandomierska i Solska oraz Lasy Janowskie) zajmują terasy starych pradolin, których formy niekiedy zostały już w terenie zatarte. Są to rozległe piaszczyste poziomy (terasy akumulacyjne i zrównania erozyjne zakumulowane osadami rzecznymi), po których płynęły niegdyś wody roztopowe lodowca wraz z wodami rzek jego dalszego przedpola. W niektórych okolicach, np. na Dolnym Śląsku, są one dodatkowo zasypane wielkimi starymi stożkami napływowymi rzek płynących od gór. Z powodu nieurodzajności gleb tereny te z reguły porasta las. W ich powierzchnię wcięte są doliny współczesnych rzek, niekiedy głębokie i stromościenne.